# Survivor Series WarGames
Survivor Series WarGames — тридцать шестое в истории шоу Survivor Series, премиальное живое шоу производства американского рестлинг-промоушна WWE. Шоу прошло 26 ноября 2022 года, на арене «ТД-гарден» в Бостоне, Массачусетс, США.
На шоу было проведено пять матчей, включая два матча WarGames. В главном событии The Bloodline (Роман Рейнс, Соло Сикоа, Сами Зейн и братья Усо) победили «Дерушихся брутов» (Шимус, Ридж Холланд и Бутч), Дрю Макинтайра и Кевина Оуэнса в мужском матче WarGames.

## Предыстория шоу
Об организации шоу Survivor Series в 2022-м году было объявлено более, чем за 12 месяцев до даты проведения шоу, когда был опубликован календарь Премиум-шоу WWE на этот год. Шоу было назначено на 26 ноября, а место проведения была выбрана арена TD Garden в Бостоне. Таким образом это было четвёртое шоу в линейке Survivor Series после 1993, 2008 и 2013 годов. Это также стало первым шоу Survivor Series, которое пройдет в субботу, и первым с 1994 года, которое прошло не в воскресенье.
В отличие от предыдущих Survivor Series, шоу 2022 года было посвящено матчу WarGames — типу матча, впервые использовавшемся в Промоушне Джима Крокетта, а затем в World Championship Wrestling. С 2017 по 2021 год он использовался брендом WWE NXT и проводился на ежегодном шоу WarGames этого бренда. В свою очередь, Survivor Series был назван Survivor Series WarGames, что стало первым случаем, когда этот матч пройдёт в основном ростере WWE.

## Сюжеты и назначение матчей
Традиционно на шоу WWE рестлеры проводят матчи, развивающие их сюжеты и истории. Наиболее частый вид матча — противостояние положительного («фейс») и отрицательного («хил») персонажей. Подготовка матча и раскрытие сути конфликта происходит на телевизионных шоу — в случае основного ростера WWE это Raw и SmackDown.
После того, как Бьянка Билэйр на SummerSlam выиграла Чемпионство Raw у Бекки Линч, на арене объявились Бэйли, Дакота Кай и Ийо Скай. Линч была быстро травмирована, и Бьянке на помощь пришли Алекса Блисс и Аска. На Clash at the Castle девушки провели матч, в котором Бэйли удержала Бьянку, принеся победу своей команде. После этого Бэйли заявила о своих претензиях на титул красного бренда и 26 сентября на Raw был утвержден титульный матч с лестницами между Бьянкой и Бэйли на шоу Extreme Rules. Этот матч выиграла Бьянка, однако 24 октября на Raw Бэйли одолела Бьянку после вмешательства Никки Кросс, что дало ей право на ещё один матч за титул. Так на Crown Jewel назначили матч по правилам «Последняя живая». На RAW 31 октября Бэйли, Дакота Кай и Ийо Скай вмешались в матч Бьянки против Никки Кросс, и той на помощь пришли Алекса Блисс и Аска, которые перед этим не выступали около месяца. По итогам заварушки на то же шоу был назначен матч за Женское командное чемпионство, в котором Блисс и Аска одержали победу и выиграли титулы. На следующий день рестлершам назначили ещё один командный матч за титулы, на этот раз на Премиум-шоу. На Crown Jewel в матч Кай и Скай против Блисс и Аски вмешалась Никки Кросс, что привело к победе представительниц «Контроля». Бэйли же снова не смогла одолеть Бьянку, проиграв матч по правилам «Последняя стоящая на ногах». После того, как на последовавшем Raw рестлерши снова поругались, было предложено провести матч по правилам «Военные игры». На RAW 14 ноября Бэйли предложила место в своей команде Мии Йим. Та ответила, что у неё нет проблем с Бьянкой, Аской и Блисс, а позже она приняла их приглашение к ним присоединиться. В ответ Рея Рипли заявила, что если Йим будет за Бьянку, то она присоединится к Контролю Повреждений. На RAW 21 ноября Рея Рипли победила Аску, выиграв преимущество для своей команды. На Smackdown 25 ноября Бьянка представила пятую участницу своей команды, ей стала Бекки Линч.
В марте 2022 года в основном ростере WWE сложилась группировка выходцев с британских островов — Шимус, Бутч и Ридж Холланд. Шимус преследовал сольные титулы, Бутч и Холланд выступали в команде. На Smackdown 16 сентября они выиграли право на матч за Командное чемпионство. Титулами владели братья Усо, которые стали Чемпионами Smackdown ещё на Summerslam в 2021 году, а в мае 2022 года выиграли и чемпионство RAW, объединив титулы. На Smackdown 23 сентября Усо защитили титулы из-за вмешательства группировки Империум. После того, как на Extreme Rules «Бруталы» одолели «Империум» в матче по правилам старого доброго стильного Доннибрука, они получили право на ещё один матч за Командное чемпионство. Этот матч Усо уверенно выиграли. На Smackdown 18 ноября противостояние вышло на новый уровень после того, как был назначен матч «Военные игры», в котором Бруты во главе с Шимусом, которому ранее самоанцы пытались нанести травму, объединились с его давним противником Дрю Макинтайром, с которым они летом бились за право титульного матч против Романа Рейнса, и который проиграл Рейнсу на шоу Clash at the Castle. Пятым участником их команды стал вернувшийся после двухмесячного отсутствия Кевин Оуэнс. Кровная связь в этом матче должна выступить в полном составе — Рейнс, братья Усо, Сами Зейн и Соло Сикоа. На Smackdown 25 ноября Дрю Макинтайр и Шимус победили Братьев Усо, выиграв преимущество в матче для своей команды.
На Премиум-шоу Extreme Rules Ронда Роузи победила Лив Морган в матче по экстремальным правилам, вернув себе Женское чемпионство Smackdown, которое проиграла ей ранее на Money in the Bank. 11 ноября на Smackdown 6-сторонний матч за претендентство выиграла Шотци. Этот матч был назначен на Survivor Series. На Smackdown 18 ноября Шотци победила жестокую подругу Роузи Шейну Баслер, заявив о своих претензиях на победу.
Осенью 2022 года группировка «Судный день» в составе Финна Балора, Дамиана Приста, Реи Рипли и Доминика Мистерио, предложила Эй. Джей. Стайлзу вступить в свои ряды. 10 октября на RAW Стайлз вроде бы согласился на предложение оппонентов, однако затем неожиданно объявил о возвращении своих давних друзей по группировке «Клуб» Карла Андерсона и Люка Гэллоуза, которые покинули WWE в 2020 году, после чего два года выступали в других организациях. 17 октября на RAW Судный день заявился в зал после того, как Клуб одолел Альфа-Академию, и Стайлсу предложили матч против Доминика 1х1. В этом матче Рипли отвлекса Стайлса, и Мистерио-младший удержал его сворачиванием. В результате «Судный День» бросил «Клубу» вызов на матч трио на Crown Jewel, и это предложение было принято. На RAW 24 октября. На RAW 31 октября состоялся матч 1х1 между Пристом и Андерсоном. В этом матче неожиданную победу одержал Андерсон. После матча группировки подрались, и Гэллоус снова получил в пах от Реи Рипли. Матч на Crown Jewel завершился победой «Судного дня» после вмешательства Реи Рипли. На RAW 7 ноября к «Клубу» присоединилась Миа Йим, чтобы нейтрализовать Рипли, а на RAW 14 ноября Стайлс бросил вызов Финну Балору на матч 1х1, и этот вызов был принят.

## Результаты
| №                               | Результаты | Условия                                                     | Время |
| ------------------------------- | --- | ----------------------------------------------------------- | ----- |
| 1                               | Бьянка Белэр, Аска, Алекса Блисс, Мичин и Бекки Линч победили Damage CTRL (Бэйли, Дакота Кай и Ийо Скай), Никки Кросс и Рея Рипли                                                        | Женский матч WarGames                                       | 39:40 |
| 2                               | Эй Джей Стайлз (с The O.C.) победил Финна Балора (с «Судным днём») | Одиночный матч                                              | 18:25 |
| 3                               | Ронда Раузи (с) победила Шотци | Одиночный матч за титул чемпиона WWE SmackDown среди женщин | 7:15  |
| 4                               | Остин Тиори победил Сета «Фрикин» Роллинса (c) против Бобби Лэшли | Тройная угроза титул чемпиона Соединённых Штатов WWE        | 14:50 |
| 5                               | The Bloodline (Роман Рейнс, Братья Усо (Джей и Джимми), Сами Зейн и Соло Сикоа) (с Полом Хейманом) победили «Дерущихся брутов» (Шимус, Ридж Холланд и Бутч), Дрю Макинтайр и Кевин Оуэнс | Мужской матч WarGames                                       | 38:30 |
| - (ч) – чемпион на начало матча | |                                                             |       |

## Результаты и события шоу
Шоу открыли женские Военные игры. Матч в клетке начали Бьянка Билэйр и Дакота Кай. Благодаря преимуществу, выигранному Реей Рипли, в клетке периодически было преимущество её команды. Очередность выходов участниц была такова: Ийо Скай, Аска, Никки Кросс, Алекса Блисс, Бэйли, Мичин, Рея Рипли, Бекки Линч. В концовке Бьянка и Линч положили Кай и Скай на стол, а Линч провела легдроп с вершины клетки и удержала Дакоту.
В матче Стайлса и Балора не обошлось без попыток повлиять на матч со стороны их напарников. При этом Рея Рипли была нейтрализована участием в предыдущем изматывающем матче, поэтому вмешиваться она не стала. Стайлс в матче сделал ставку на нейтрализации прыгучести Балора, атакуя его ноги, чтобы тот не смог провести фирменные приёмы такие как дропкик и Ку-Де-Гра, и эта тактика принесла успех, Стайлс одержал победу в этом матче.
Ронда Роузи защитила Женское чемпионство от Шотци в достаточно коротком матче, который некоторое время проходил в зрительском зале.
Матч за Чемпионство США также проходил за пределами ринга, Тиори использовал ступеньки как оружие, ударив ими оппонентов. Роллинс использовал Педигри и Кёрб-стомп, а также Сплэше Феникса. После того, как Роллинс поднял Тиори на Стрелу сокола, Лэшли провел ему Гарпун, в результате чего Роллинс упал, а Тиори упал поверх него. Судья отсчитал три удара и зафиксировал победу Тиори.
По ходу шоу Роман Рейнс переговорил с Джеем Усо и Сами Зэйном, убеждая обоих играть честно, поскольку они — семья. Мужские Военные игры выиграла Кровная связь после того, как Сами Зэйн и Джей Усо, поругавшиеся ещё и во время матча, смогли достигнуть взаимопонимания, а Зэйн однозначно дал понять, что он целиком и полностью на стороне самоанцев. В концовке он вырубил Кевина Оуэнса, который призывал его предать Романа Рейнса и его родственников, пока те не предали его первым. Затем он позволил Джею Усо совершить финальный Сплэш лягушки и удержание.. После матча Зэйн и Усо обнялись.